# Onechanbara: Bikini Samurai Squad
Onechanbara: Bikini Samurai Squad (お姉チャンバラVortex ~忌血を継ぐ者たち, lit. Oneechanbara VorteX: Los descendientes de sangre maldita) es un videojuego del género Hack and Slash y aventura de acción programado por la empresa Tamsoft y publicado por D3 Publisher para la consola Xbox 360. Fue puesto a la venta en Japón el 14 de diciembre de 2006, en EE. UU. el 10 de febrero de 2009 y en Europa el 27 de febrero de 2009. Es el tercer juego (principal) de la serie Oneechanbara. La estética del videojuego, a pesar de estar argumentalmente situado en la era moderna, bebe directamente de la clásica ficción de explotación de los años 70, con una historia de escasa profundidad, dosis de violencia y gore elevados, así como mujeres protagonistas muy atractivas con atuendos minúsculos. 
A pesar de que los anteriores juegos de la serie Onechanbara aparecidos en PlayStation 2 se habían llegado a distribuir también en Europa, esta entrega fue la primera en ponerse a la venta en EE. UU. junto con Onechanbara: Bikini Zombie Slayers de Wii.

## Sistema de juego
El jugador dispone de tres personajes con los que jugar: Aya, Saki y Annna (aunque pueden descargarse tres más mediante Xbox Live). Con el personaje seleccionado, la misión es avanzar por el escenario cortando o disparando a todos los zombis y monstruos que aparecen, ya sea jugando en solitario o en modo cooperativo con un segundo jugador a pantalla partida en vertical (no dispone de juego en línea). En el modo de un jugador, los personajes pueden intercambiarse pulsando un botón, quedándose el de reserva fuera de pantalla recuperando vida. A medida que se van derrotando enemigos, estos dejan caer esferas de color amarillo luminoso que proporcionan puntos de experiencia imprescindibles para aumentar el nivel de los personajes.
A medida que el jugador va eliminando enemigos, dos indicadores se van llenando. Uno afecta a la cordura del personaje, que se va mojando con la sangre derramada de los zombis y, al llegar al límite, entra en un estado de furia en el que provoca mucho más daño de lo normal, pero en cambio el daño recibido es también mayor y, además, se va perdiendo vida gradualmente si no utiliza el objeto correspondiente para eliminar ese estado. El otro medidor afecta a la espada, que se va llenando de sangre, provoca menos daño y ralentiza los movimientos. Si el medidor llega al tope, la espada se quedará atorada en los cuerpos de los zombis. Para que esto no suceda, el jugador debe de ir limpiando la espada regularmente.
Los modos disponibles son "Story" (modo principal), "Free mode" (permite jugar cualquier capítulo superado con cualquier personaje), "Quest" (misiones secundarias) y "Survival" (rondas de supervivencia), así como un modo denominado "Dress Up" en el que el jugador puede personalizar a las chicas cambiando las ropas y los peinados a medida que vaya desbloqueando estos complementos cumpliendo los objetivos del modo "Quest".

## Sinopsis
Tras derrotar a Reiko, Saki consigue recuperar el control sobre sí misma y se va a vivir, junto con su hermana Aya, al centro de Japón para llevar una vida más normal. Por desgracia, una tarde viendo las noticias en televisión, las hermanas se enteran de la noticia de que la ciudad vuelve a estar invadida por zombis, que están campando a sus anchas por todas partes. Aya y Saki vuelven a empuñar sus armas y se lanzan en combate para salvar la ciudad. Su futuro y estabilidad vuelven a estar en juego.

### Personajes
- Aya: Criada y entrenada en el arte de la espada por su padre fallecido, Aya intenta vivir una vida normal junto con su hermana Saki hasta que regresa al campo de batalla a causa del nuevo brote zombi. Con motivo de una maldición familiar, su sangre está maldita y tiende a perder el control en combate. Sus ataques giran en torno a las armas de filo, desde espadas hasta lanzamiento de cuchillos, y ciertos movimientos pueden matar instantáneamente a uno o varios enemigos de golpe.
- Saki: Saki es la hermana menor de Aya y comparte con ella la maldición en su sangre. Además de su espada, es muy ágil y es una experta en artes marciales.
- Anna (escrito de manera incorrecta como "Annna" en el juego): Una soldado de las fuerzas especiales con la que Aya y Saki conocerán y formarán equipo poco después de comenzar la aventura. Debido a su formación militar, maneja armas de fuego (pistolas, escopeta, subfusil y explosivos) y también puede usar algo de artes marciales, pero muy básicos. Ya avanzada la aventura, se descubre que Anna va en busca de su hermano David, que ha sufrido un lavado de cerebro y convertido en enemigo por obra de la villana del juego, Himiko.

## Película
En abril de 2008 se estrenó en cines japoneses la versión fílmica de esta serie de videojuegos. OneChanbara: The Movie fue dirigida por Yohei Fukuda y protagonizada por Eri Otoguro (Aya), Chise Nakamura (Saki) y Manami Hashimoto (Reiko). La versión extendida de la película fue lanzada en Japón en DVD y Blu-ray Disc en 2009. En Occidente la película no tuvo estreno en cines y se puso a la venta directamente en formato doméstico, aunque modificaron su título.
- OneChanbara: Zombie Bikini Squad (EE. UU.)
- Zombie Killer: Sexy and Hell (Alemania)
- Chanbara Beauty (Hong Kong y Europa)

## Recepción
En Japón las notas fueron más benévolas, pero en Estados Unidos y en Europa, salvo alguna excepción, fueron mayormente negativas, lo cual propició a que no se distribuyeran más entregas de esta serie en Occidente, a pesar de contar con bastantes seguidores. No fue hasta 2015 que no se volvió a distribuir en Occidente un nuevo juego de esta serie.
- Famitsu le dio una calificación de 7/7/6/7 (Nota global: 27/40)
- Metacritic: 39/100
- IGN: 3/10
- MeriStation: 3/10
- 3D Juegos: 2'5/10
- Vandal: 4/10
- GamePro: 6/10
- VicioJuegos: 54/100